# کریستینا کرپلا
کریستینا کرپلا (به انگلیسی: Kristina Krepela) (زاده ۴ سپتامبر ۱۹۷۹) بازیگر کروات است.
از فیلم‌هایی که وی در آن نقش داشته است می‌توان به جشن شکار اشاره کرد.